# Ca la Miquela
|  | Per a altres significats, vegeu «La Miquelona». |

Ca la Miquela és una casa de Monistrol de Calders (Moianès) inclosa a l'Inventari del Patrimoni Arquitectònic de Catalunya.

## Descripció
L'interior d'aquest edifici és una de les parts més interessants, a part de l'entrada. La resta no deixa de ser una casa similar a altres del poble. La casa, de 3 pisos, té adossat un cos rectangular (6x4 m) de 3 pisos i amb coberta a doble vessant. Els baixos són porxats formant una volta amb pedra tosca (travertí). Les dues arcades són de pedra calcària. Les altres dues plantes, que havien servit d'habitatge, tenen un balcó que dona a la plaça, mentre que la resta dels murs tenen molt poques obertures. A l'interior de la planta baixa hi ha una sala de notables dimensions amb volta de canó també en pedra tosca.

## Història
Avui aquest local és parroquial i s'hi desenvolupen activitats d'esplai. També funciona com a bar. Hi ha qui identifica els arcs i voltes existents amb les restes d'una capella que es troba documentada diverses vegades, que no s'ha pogut situar amb exactitud i que podria coincidir el seu emplaçament amb el de l'edifici. Es tracta de la capella de Sant Joan de Guardiola o del Solà, capella que depenia del mas guardiola i que apareix documentada des de 1185. Un dels fets que ha fet pensar a diferents autors que sigui aquest el seu emplaçament és el fet que distava 200 vares de l'església parroquial segons que diuen els documents.